# Calymmanthera montana
Calymmanthera montana är en orkidéart som beskrevs av Rudolf Schlechter. Calymmanthera montana ingår i släktet Calymmanthera och familjen orkidéer. Inga underarter finns listade i Catalogue of Life.